# セガ札幌スタジオ
株式会社セガ札幌スタジオ（セガさっぽろスタジオ、SEGA Sapporo Studio）は、北海道札幌市に本社を置き、ゲームソフトの開発やゲームソフトのデバッグ業務を手掛けている企業。セガの100％子会社。

## 概要
これまでセガの国内におけるゲームソフトの開発やデバッグ業務は、「龍が如くスタジオ」などのように、主に首都圏で行ってきた。その一方で、近年のデジタルトランスフォーメーション化の進展によりゲーム市場は全世界で拡大傾向にあり、各ソフトメーカーは開発体制の強化が急務となっていた。
セガは、2021年10月11日にセガ札幌スタジオの商標を出願。同年12月1日付で、開発体制の強化と安定的な開発ライン確保のため、新会社である株式会社セガ札幌スタジオを設立した。札幌市に立地した理由は、札幌市は古くから北海道の政治・経済・文化の中心地であり、大学や専門学校などの教育機関が数多く置かれているため、人材確保が容易であることから立地を決めたという。
スタッフは現地採用を基本とし、セガサミーグループとしてもUターン、Iターンの選択肢となることを期待しているという。秋元克広札幌市長も歓迎の意を表した。
スタッフ人員は2022年末までに数十人体制とし、将来的には数百人程度まで拡大する予定である。

## 沿革
- 2021年
  - 10月11日 - セガがセガ札幌スタジオの商標を出願。
  - 12月1日 - 株式会社セガ札幌スタジオとして設立。